# إبراهيم آباد (مقاطعة فيروزآباد)
إبراهيم‌آباد (بالفارسية: ابراهیم‌آباد) هي قرية تقع في قسم خواجه‌اي الريفي (مقاطعة فيروزآباد) في إيران. يقدر عدد سكانها بـ 323 نسمة .